# Saison 7 de The Practice : Donnell et Associés
Chronologie
Saison 6 Saison 8

Cette page présente les épisodes de la saison 7 de The Practice : Donnell et Associés.

## Épisodes

### Épisode 1:Confidentialité
- Titre original :  Privilege

- Numéro(s) : 125 (7.1)

- Scénariste(s) : David E. Kelley

- Réalisateur(s) : Dennis Smith

- Diffusion(s) :

- -  États-Unis : 29 septembre 2002 sur ABC

- -  France :

- Résumé :

### Épisode 2:Convictions
- Titre original : Convictions

- Numéro(s) : 126 (7.2)

- Scénariste(s) : David E. Kelley

- Réalisateur(s) : Christina M. Musrey

- Diffusion(s) :

- -  États-Unis : 6 octobre 2002 sur ABC

- -  France :

- Résumé :

### Épisode 3:L’Homicide involontaire
- Titre original : Of Thee I Sing

- Numéro(s) : 127 (7.3)

- Scénariste(s) : David E. Kelley

- Réalisateur(s) : Michael Zinberg

- Diffusion(s) :

- -  États-Unis : 13 octobre 2002 sur ABC

- -  France :

- Résumé :

### Épisode 4:Une affaire de religion
- Titre original : The Cradle Will Rock

- Numéro(s) : 128 (7.4)

- Scénariste(s) : David E. Kelley

- Réalisateur(s) :Jeannot Szwarc

- Diffusion(s) :

- -  États-Unis : 20 octobre 2002 sur ABC

- -  France :

- Résumé :

### Épisode 5:Affaire de voisinage
- Titre original : Neighboring Species

- Numéro(s) : 129 (7.5)

- Scénariste(s) : David E. Kelley

- Réalisateur(s) : Dennis Smith

- Diffusion(s) :

- -  États-Unis : 3 novembre 2002 sur ABC

- -  France :

- Résumé :

### Épisode 6:Une nation de délateurs
- Titre original : The Telltale Nation

- Numéro(s) : 130 (7.6)

- Scénariste(s) : David E. Kelley

- Réalisateur(s) : Duane Clark

- Diffusion(s) :

- -  États-Unis : 10 novembre 2002 sur ABC

- -  France :

- Résumé :

### Épisode 7:Petits Sacrifices
- Titre original : Small Sacrifices

- Numéro(s) : 131 (7.7)

- Scénariste(s) : David E. Kelley

- Réalisateur(s) : Christina M. Musrey

- Diffusion(s) :

- -  États-Unis : 17 novembre 2002 sur ABC

- -  France :

- Résumé :

### Épisode 8:De pire en pire
- Titre original : Bad to Worse

- Numéro(s) : 132 (7.8)

- Scénariste(s) : David E. Kelley

- Réalisateur(s) : Jeannot Szwarc

- Diffusion(s) :

- -  États-Unis : 1er décembre 2002 sur ABC

- -  France :

- Résumé :

### Épisode 9:Le Combat de la défense
- Titre original : The Good Fight

- Numéro(s) : 133 (7.9)

- Scénariste(s) : Jonathan Shapiro

- Réalisateur(s) : Dwight Little

- Diffusion(s) :

- -  États-Unis : 8 décembre 2002 sur ABC

- -  France :

- Résumé :

### Épisode 10:La Loi du silence
- Titre original : Silent Partners

- Numéro(s) : 134 (7.10)

- Scénariste(s) : Lukas Reiter

- Réalisateur(s) : Dennis Smith

- Diffusion(s) :

- -  États-Unis : 15 décembre 2002 sur ABC

- -  France :

- Résumé :

### Épisode 11:Peine capitale
- Titre original : Down the Hatch (Part 1)

- Numéro(s) : 135 (7.11)

- Scénariste(s) : David E. Kelley

- Réalisateur(s) : Christina M. Musrey

- Diffusion(s) :

- -  États-Unis : 27 janvier 2003 sur ABC

- -  France :

- Résumé :

### Épisode 12:L’Affaire Denise Freeman
- Titre original : Final Judgment (Part 2)

- Numéro(s) : 136 (7.12)

- Scénariste(s) : David E. Kelley

- Réalisateur(s) : Andy Wolk

- Diffusion(s) :

- -  États-Unis : 3 février 2003 sur ABC

- -  France :

- Résumé :

### Épisode 13:Au nom de l’amitié
- Titre original : Character Evidence

- Numéro(s) : 137 (7.13)

- Scénariste(s) : David E. Kelley

- Réalisateur(s) : Jeannot Szwarc

- Diffusion(s) :

- -  États-Unis : 10 février 2003 sur ABC

- -  France :

- Résumé :

### Épisode 14: 'Erreur judiciaire
- Titre original : The Making of a Trial Attorney

- Numéro(s) :138 (7.14)

- Scénariste(s) : David E. Kelley

- Réalisateur(s) : Arvin Brown

- Diffusion(s) :

- -  États-Unis : 3 mars 2003 sur ABC

- -  France :

- Résumé :

### Épisode 15:Enfants de chœur
- Titre original : Choir Boys (Part 1)

- Numéro(s) : 139 (7.15)

- Scénariste(s) : David E. Kelley

- Réalisateur(s) : Duane Clark

- Diffusion(s) :

- -  États-Unis : 10 mars 2003 sur ABC

- -  France :

- Résumé :

### Épisode 16:Livraisons spéciales
- Titre original : Special Deliveries (Part 2)

- Numéro(s) : 140 (7.16)

- Scénariste(s) : David E. Kelley

- Réalisateur(s) : Rod Hardy

- Diffusion(s) :

- -  États-Unis : 24 mars 2002 sur ABC

- -  France :

- Résumé :

### Épisode 17:Trous de mémoire
- Titre original : Burnout

- Numéro(s) : 141 (7.17)

- Scénariste(s) : David E. Kelley

- Réalisateur(s) : Christina M. Musrey

- Diffusion(s) :

- -  États-Unis : 24 mars 2003 sur ABC

- -  France :

- Résumé :

### Épisode 18:Retrouvailles
- Titre original : Capitol Crimes

- Numéro(s) : 142 (7.18)

- Scénariste(s) : David E. Kelley & Lukas Reiter

- Réalisateur(s) : Joseph Berger-Davis

- Diffusion(s) :

- -  États-Unis : 31 mars 2003 sur ABC

- -  France :

- Résumé :

### Épisode 19:Roulette russe
- Titre original : Les is More

- Numéro(s) : 143 (7.19)

- Scénariste(s) : David E. Kelley

- Réalisateur(s) : Dennis Smith

- Diffusion(s) :

- -  États-Unis : 7 avril 2003 sur ABC

- -  France :

- Résumé :

### Épisode 20:Héros et méchants
- Titre original : Heroes and Villains

- Numéro(s) : 144 (7.20)

- Scénariste(s) : David E. Kelley

- Réalisateur(s) : Lisa Gay Hamilton

- Diffusion(s) :

- -  États-Unis : 21 avril 2003 sur ABC

- -  France :

- Résumé :

### Épisode 21:La Femme battue
- Titre original : Baby Love - Part 1

- Numéro(s) : 145 (7.21)

- Scénariste(s) : David E. Kelley, Bill Chais & Pamela Wisne

- Réalisateur(s) : Jeannot Szwarc

- Diffusion(s) :

- -  États-Unis : 5 mai 2003 sur ABC

- -  France :

- Résumé :

### Épisode 22:Les Adieux de Bobby
- Titre original : Goodbye - Part 2

- Numéro(s) : 145 (7.22)

- Scénariste(s) : David E. Kelley & Peter Blake

- Réalisateur(s) : Michael Zinberg

- Diffusion(s) :

- -  États-Unis : 5 mai 2003 sur ABC

- -  France :

- Résumé :